# Mistrzostwa Świata w Wioślarstwie 2009 – czwórka bez sternika kobiet
Jedynka kobiet (W1x) – konkurencja rozgrywana podczas Mistrzostw Świata w Wioślarstwie 2009 w Poznaniu między 23 a 30 sierpnia na Torze Regatowym Malta.

## Harmonogram konkurencji
Wszystkie godziny w czasie letnim (UTC+2)
| Godzina                  | Wydarzenie  | Runda           |
| ------------------------ | ----------- | --------------- |
| Wtorek, 25 sierpnia 2009 | 11:00-11:06 | Wyścig pokazowy |
| Sobota, 29 sierpnia 2009 | 11:18-11:33 | Finał A         |

## Medaliści
| Złoto                                                                       | Srebro                                                                          | Brąz                                                                      |
| Holandia · Chantal Achterberg · Nienke Kingma · Carline Bouw · Femke Dekker | Stany Zjednoczone · Amanda Polk · Jamie Redman · Eleanor Logan · Esther Lofgren | Kanada · Sarah Waterfield · Sandra Kisil · Jennifer Tuters · Emma Darling |

## Wyniki

### Wyścig pokazowy
Reguła kwalifikacji: 1.. → FA
| Miejsce | Zawodnik                                                                       | Kraj              | Czas    | Uwagi |
| ------- | ------------------------------------------------------------------------------ | ----------------- | ------- | ----- |
| 1       | Chantal Achterberg Nienke Kingma Carline Bouw Femke Dekker                     | Holandia          | 7:14,23 | FA    |
| 2       | Amanda Polk Jamie Redman Eleanor Logan Esther Lofgren                          | Stany Zjednoczone | 7:17,27 | FA    |
| 3       | Sophia Robson Laura Osti Elizabeth Alderman Emily Rose                         | Australia         | 7:20,95 | FA    |
| 4       | Sarah Waterfield Sandra Kisil Jennifer Tuters Emma Darling                     | Kanada            | 7:23,52 | FA    |
| 5       | Wolha Szczarbaczenia-Żylska Wolha Płaszkowa Natalla Haurylenka Hanna Nachajewa | Białoruś          | 7:25,09 | FA    |
| 6       | Nadja Drygalla Eva Paus Franziska Kegebein Silke Müller                        | Niemcy            | 7:25,14 | FA    |

### Finał A
| Miejsce | Zawodnik                                                                       | Kraj              | Czas    | Uwagi |
| ------- | ------------------------------------------------------------------------------ | ----------------- | ------- | ----- |
|         | Chantal Achterberg Nienke Kingma Carline Bouw Femke Dekker                     | Holandia          | 6:31,34 |       |
|         | Amanda Polk Jamie Redman Eleanor Logan Esther Lofgren                          | Stany Zjednoczone | 6:36,01 |       |
|         | Sarah Waterfield Sandra Kisil Jennifer Tuters Emma Darling                     | Kanada            | 6:36,87 |       |
| 4       | Sophia Robson Laura Osti Elizabeth Alderman Emily Rose                         | Australia         | 6:37,71 |       |
| 5       | Nadja Drygalla Eva Paus Franziska Kegebein Silke Müller                        | Niemcy            | 6:42,23 |       |
| 6       | Wolha Szczarbaczenia-Żylska Wolha Płaszkowa Natalla Haurylenka Hanna Nachajewa | Białoruś          | 6:42,23 |       |